# Arête (ichtyologie)
Pour les articles homonymes, voir Arête.

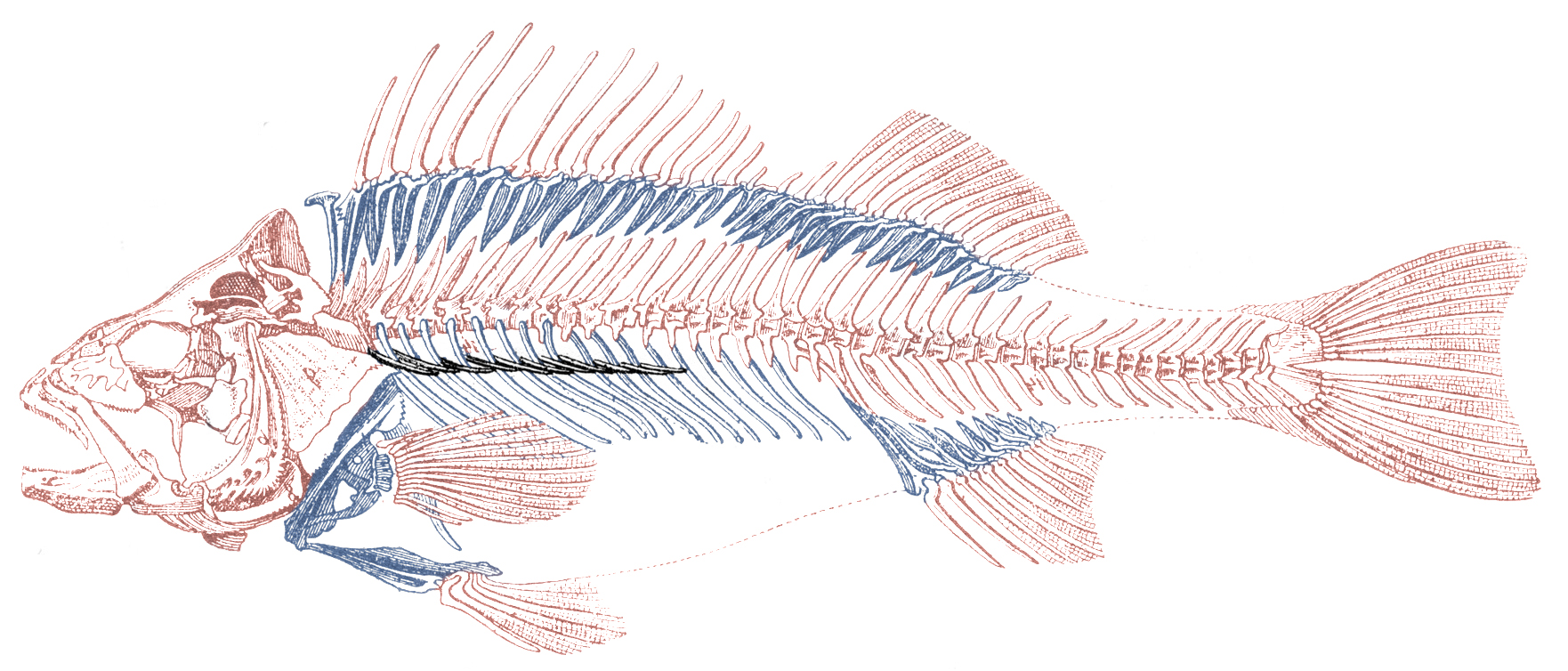
Arêtes d'un poisson.

En ichtyologie, une arête (du latin arista, « barbe d'épi ») est un élément du squelette d'un poisson.

## Aspects sémantiques
Le terme peut être utilisé pour désigner l'ensemble du squelette du poisson ou plus spécifiquement une baguette fibreuse élastique, plus ou moins calcifiée, fourchue et noyée entre les masses musculaires, cette côte ou arête s'insérant latéralement sur le disque vertébral des côtes du tronc. Dans ce dernier cas, le squelette de poisson est formé du neurocrâne, de la colonne vertébrale (la grande arête dorsale), de vertèbres (troncales et caudales) et d'arêtes ou côtes.
Un filet de poisson est un morceau qui a été préparé pour la consommation en séparant la chair des arêtes.

## Conséquences médicales possibles de l'ingestion d'arêtes de poisson
Les animaux piscivores (ours, cétacés, loutres…), quand ils n'avalent pas les poissons entiers sont généralement bien adaptés à l'ingestion de toutes les sortes d'arêtes de poissons, mêmes longues et acérées mais ce n'est pas le cas de l'être humain.
Dans la plupart des cas les conséquences sont bénignes, mais quand l'arrête se plante en arrière de la cavité buccale (larynx) ou plus bas dans le pharynx elle peut douloureusement bloquer le réflexe de déglutition et parfois être sources de crachats sanglants. Les zones touchées sont la région cervicale ou la zone thoracique. Et les problèmes graves sont plus souvent signalés dans les régions d'Asie ou d'Australie où le poisson est communément servi entier.
La littérature médicale fait états de quelques cas graves avec des conséquences sur des organes éloignés (quand l'arête perfore le tube digestif et s'en éloigne), conséquences qui n'apparaissent parfois que plusieurs jours après l'ingestion, voire — exceptionnellement — après plusieurs mois. Ainsi, l'explication de l'hospitalisation d'une japonaise de 69 ans pour une boule de 6 cm de diamètre, sise à la hauteur du cou, était une arête de 3,4 cm de long ingérée neuf mois plus tôt (sans symptômes particuliers jusqu'alors). L’arête a migré et en pénétrant dans la glande thyroïde a provoqué l'apparition d'une gangue fibreuse qui l'a entouré.
Dans un autre cas (2014) en Corée du sud, c'est après deux ans qu'une arête a provoqué un abcès du muscle sterno-cléido-mastoïdien. Un cas d'insertion d'une arête dans une glande salivaire parotide (derrière la mâchoire inférieure) après que l'arête ingérée 3 mois plus tôt ait remonté le canal salivaire jusque là ; suscitant un gonflement de la joue et un écoulement de pus dans la bouche.
Dans un autre cas (2017) d'arête ayant gagné la glande salivaire, ses extrémités ont suscité un deux calculs salivaires.
Une opération chirurgicale (sous anesthésie locale) peut être nécessaire, après une radiographie, scanner et/ou échographie permettant de localiser ce corps étranger. Les arêtes (en fonction de leur densité et teneur en calcium) sont plus ou moins radio-opaques, et donc plus ou moins visibles sur la radiographie (ex : celles du poisson-chat et de l’achigan à grande bouche sont plus visibles que celles du vivaneau rouge ou de la truite).
Parmi les complications graves figurent la perforation du tube digestif (œsophage en général) et la migration de l'arête sous l'effet de mouvements de déglutition, contractions musculaires du cou, de l’œsophage, des pulsations des artères, etc. Si l'artère carotide ou la veine jugulaire sont atteintes, une hémorragie massive est possible et le pronostic vital est en jeu. De même en cas d'induction d’une communication (fistule) entre deux structures anatomiques voisines (ex. : entre l'aorte ou n'importe quelle veine volumineuse et le conduit œsophagien). La plaie peut être source d'une infection bactérienne, avec abcès, pancréatite, un abcès du foie ou abdominal…). Autrefois, ces complications étaient mortelles dans environ 45 % des cas. Les progrès de l'imagerie médicale, de la chirurgie et l'apparition des antibiotiques ont réduit le taux de décès par cause infectieuse à 0 à 0,73 % (selon les séries de cas). Exceptionnellement, l'arête a été retrouvée dans une veine rénale ou au bout de l’intestin grêle (iléon) où elle peut provoquer une péritonite ou simuler une appendicite aiguë.